# Oene Sierksma
Oene Sierksma (Kampen, ongeveer 1951) is een Nederlands oud-politicus voor de RPF en de ChristenUnie en leraar.
Sierksma studeerde geschiedenis en Nederlands. Hij was vervolgens als leraar in het onderwijs werkzaam, onder meer als leraar Nederlands aan het Albeda College, een school voor het middelbaar beroepsonderwijs in Rotterdam, waar hij ook in de directie terechtkwam.
Namens de RPF was Sierksma van 1982 tot 1991 lid van de gemeenteraad van Hardinxveld-Giessendam. Van 1995 tot 2003 (?) zat hij in de Provinciale Staten van Zuid-Holland, vanaf 1999 als fractievoorzitter van de gecombineerde fractie van SGP-GPV-RPF. Van 2002 tot 2007 was hij burgemeester van Nieuw-Lekkerland.
Sinds 2010 gaf Sierksma les op het Farelcollege te Ridderkerk. Hij doceerde Nederlands en Nederlandse literatuur.

## Burgemeestersperikelen
Sierksma was vanaf 16 februari 2002 burgemeester van de gemeente Nieuw-Lekkerland. Vooruitlopend op de afloop van zijn formele ambtstermijn op 16 februari 2008 legde hij zijn functie per 15 oktober 2007 neer. Reden voor het vertrek was een verschil van inzicht in bestuursstijl en verwachtingen tussen de gemeenteraadsleden en de burgemeester.
Sierksma kwam in 2006 in opspraak toen hij een raadsvergadering na een half uur verliet voor een bezoek aan zijn Bijbelstudiegroep.